# فشتنبرگسگرویت
فشتنبرگسگرویت (به آلمانی: Vestenbergsgreuth) یک شهر در آلمان است که در ارلانگن-هخشتات واقع شده‌است.